# هوغو سواريس (لاعب كرة قدم)
هوغو سواريس (15 ديسمبر 1974 بلواندا في أنغولا - ) هو لاعب كرة قدم أنغولي في مركز الهجوم. لعب مع ديفنسا خوستيكا وسكودا زانثي ونادي ديبورتيفو سان خوسي وAtlético Zulia ‏ وClub Comunicaciones ‏ وSporting Clube de Pombal ‏ وديبورتيفو وانكا ونادي إكسكيورسيونيستاس.